# Hippolyte Vilain XIIII
Le vicomte Charles Hippolyte Vilain XIIII, né peu après la Terreur (Révolution française)   le 7 mai 1796 à Paris et mort le 19 mars 1873 à Bruxelles, est un militaire, homme politique et diplomate belge, membre du Congrès national. 

## Biographie
Il s'est marié deux fois, et du second mariage avec la baronne Léontine de Wal de Baronville, est le père d'Adrien Vilain XIIII et d'une fille Odile.
Il était un grand amateur d'art et possédait des tableaux italiens magnifiques et beaucoup d'authentiques antiquités.  Il s'était rendu à Pompéi et avait fait ouvrir des "nouvelles lignes" de fouilles archéologiques.  Il avait ramené d'Égypte des momies et d'Italie une sculpture en marbre blanc L'Enfant Jésus endormi, œuvre majeure du sculpteur Filippo Parodi (1680), reposant depuis 2018 au Cleveland museum of art, États-Unis. Sa seconde épouse aimait peindre des bouquets de fleurs entourés d'oiseaux.
Le buste en marbre blanc de sa première épouse Sidonie (des barons) du Bois d'Herdersem (1806-1853) existe toujours. Il avait coûté cinquante louis.  Le portrait de sa seconde épouse, peint par Georges, fils de Jules Victor Génisson, existe lui aussi encore. Sa seconde épouse, Léontine de Wal de Baronville, hérite du château et des propriétés de la famille de Stockhem situées sur Kermt et Spalbeek et l'on retrouve ses armoiries sur un vitrail de l'église de Kermt.
Des médailles datées de 1829 aux portraits de De Meulenaere et Vilain XIV (sic) avec mention Pro aris et focis, société secrète de la révolution brabançonne; ont servi de pièces à conviction dans le procès de Louis de Potter poursuivi pour délit de presse.
Baugniet avait réalisé son portrait.

## Fonctions et mandats
- Membre des États provinciaux : 1822-
- Bourgmestre (et châtelain) de Wetteren : 1822-1840, 1848-1873
- il était un des trois membres du Congrès national de cette famille : 1830-1831..  Leurs noms figurent ensemble sur la grande médaille de Laurent Hart réalisée à l'occasion de l'inauguration de la colonne du Congrès à Bruxelles.
- Il fut envoyé à Londres en 1831 avec Sylvain Van de Weyer pour traiter avec les puissances et ensuite pour offrir la couronne au prince Léopold de Saxe-Cobourg, futur Léopold Ier, roi des Belges.
- Membre de la Chambre des représentants de Belgique : 1831-1839
- Chargé d'affaires, puis ministre résident près les cours de Sardaigne et de Toscane : 1840-1848

## Décorations
- Croix de fer (Belgique)
- Grand-officier de l'ordre de Léopold
- Grand-croix de l'ordre des Saints Maurice et Lazare
- Grand-croix de l'ordre de Saint-Janvier
- Commandeur de l'ordre constantinien de Saint-Georges de Parme
  - Pour information, il portait un ruban regroupant toutes les couleurs de ses décorations.

## Publications
- Verhandeling over het voltrekken van den steenweg van Gent op Dendermonde, Gent, 1826
- Mémoire sur les chaussées vicinales et sur les moyens d'en compléter le développement dans la province de la Flandre Orientale, Gand, 1829.
- Appel au Congrès, par un ami de la Patrie, Gand, 1830
- Esquisse d'un système d'institutions politiques qui semble répondre aux besoins réels du peuple belge, adressée à MM. les Membres du Congrès National , [1831]
- Coup d' œil sur les inondations des Flandres, Bruxelles, 1832
- Essais poétiques, Bruxelles, 1843
- Mes loisirs poétiques, Gand, 1874 (livre posthume)

## Sources
- Broeckaert, J. (1872). Burggraaf Hippoliet Vilain XIIII. Levensschets. Wetteren: A.-J. Verbaere-Vandevoorde.
- Coomans de Brachène, O. (2000), État présent de la noblesse belge : annuaire de 2000. Bruxelles: État présent.
- Gillard, P., De Paepe, J.-L., Raindorf-Gerard, Ch. (1996), Le Parlement belge, 1831-1894 : données biographiques. Bruxelles: Académie royale de Belgique.
- Van Kalken, Fr. (1936-1938). Charles-Hippolyte Vilain XIIII. In Biographie nationale de Belgique. (tom. XXVI, col. 736-740). Bruxelles.
- Famille Vilain XIIII
- Catalogue de vente (L'Enfant Jésus endormi) d'Artcurial-Paris, vente du 16 mars 2017, lot 158.
- Armand Freson, Souvenirs personnels et correspondance diplomatique de Joseph Lebeau avec H. de Brouckhere & H. Vilain XIIII, Commissaires à Londres (avril et mai 1831), A. N. Lebegue & Cie, Bruxelles, 1883.
- Jules Victor de le Court, Dictionnaire des Anonymes et Pseudonymes, Tome 1 (seul paru), Académie royale de Belgique, Bruxelles, Palais des Académies, 1960.